# Brass Commandments
Pour plus de détails, voir Fiche technique et Distribution.
Brass Commandments (littéralement : Commandements en laiton) est un film muet américain réalisé par Lynn Reynolds, sorti en 1923.

## Fiche technique
- Titre : Brass Commandments
- Réalisation : Lynn Reynolds
- Scénario : Charles Kenyon, d'après un  roman de Charles Alden Seltzer
- Photographie : Devereaux Jennings
- Producteur : William Fox
- Société de production :  Fox Film Corporation
- Société de distribution :  Fox Film Corporation
- Pays de production :  États-Unis
- Langue : film muet avec les intertitres en anglais
- Métrage : 1 471,88 m (5 bobines)
- Format : Noir et blanc — 35 mm — 1,33:1 — Muet
- Genre : Western
- Durée : 50 minutes
- Date de sortie : 
  - États-Unis : 23 janvier 1923

## Distribution
- William Farnum : Stephen 'Flash' Lanning
- Wanda Hawley : Gloria Hallowell
- Tom Santschi : Campan
- Claire Adams : Ellen Bosworth
- Charles Le Moyne (en) : Dave De Vake
- Joe Rickson (en) : Tularosa
- Lon Poff : Slim Lally
- Al Fremont : Bill Perrin
- Joseph Gordon : Clearwater
- C.E. Anderson : Bannock
- Ken Maynard : (non crédité)